# Новый (городской округ город Тула)
Новый — посёлок в Тульской области России. 
В рамках организации местного самоуправления входит в городской округ город Тула, в рамках административно-территориального устройства — в Рассветовский сельский округ Ленинского района Тульской области.

## География
Расположен в 13 км к юго-западу от областного центра, города Тула (по прямой от Тульского кремля).

## История
До 1990-х гг. посёлок входил в Рассветовский сельсовет. В 1997 году стал частью Рассветовского сельского округа Ленинского района Тульской области. 
В рамках организации местного самоуправления с 2006 до 2014 гг. включался в Иншинское сельское поселение Ленинского района, с 2015 года входит в Привокзальный территориальный округ в составе городского округа город Тула.

## Население
| 2002 | 2010 |
| ---- | ---- |
| 241  | ↗251 |